# Top Spin (attraction)
Pour les articles homonymes, voir Top Spin (homonymie).

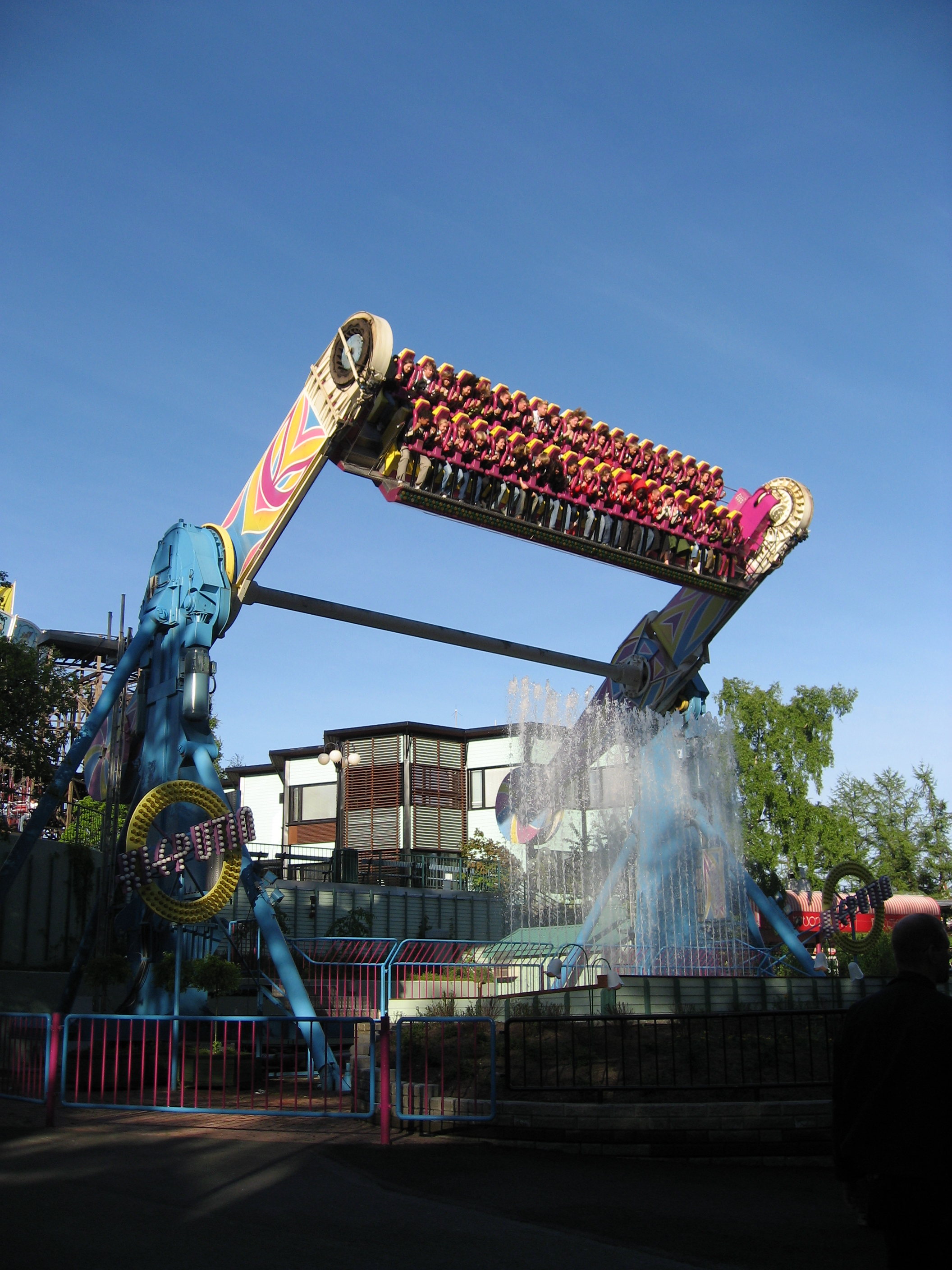
Kieputin à Linnanmäki.

Top Spin est un type d'attractions à sensation développé par Huss Park Attractions, qui consiste en une plateforme accueillant les passagers, maintenue entre deux bras. Les deux bras peuvent tourner et possèdent des contrepoids à l'extrémité opposée à celle de la plateforme. La plateforme peut aussi tourner soit en roue libre soit par un autre jeu de moteurs. Les moteurs sont équipés de freins qui sont utilisés à différents moments de l'attraction afin de créer de nombreuses sensations. 

## Variantes
Huss :
- Top Spin 2, version plus compacte (28 places contre 40) du modèle classique et plus adapté aux fêtes foraines. Une version également plus légère donc plus rapide.
- Giant Top Spin, version plus grande avec 77 places réparties en trois rangées.
- Suspended Top Spin, version avec une plateforme sans sol et 38 places en deux rangées dos à dos.

Soriani & Moser :
- Loop On Top, copie conforme du Top Spin allemand en version plus compacte (36 places).
- Super Loop On Top, variante du Loop On Top, mais dont les rotations des deux bras peuvent être indépendantes l'une de l'autre donnant un mouvement de torsion.

KMG :
- Discovery, copie très compacte du Super Loop On Top (ne dépasse pas les 10 mètres de hauteur). Les rotations des deux bras peuvent être indépendantes l'une de l'autre. Il ne possède qu'une seule rangée de sièges. Ce modèle est principalement conçu pour les fêtes foraines.

Top Fun :
- Terminator, copie très compacte du Top Spin allemand (ne dépasse pas les 8 mètres de hauteur), le Terminator (tout comme le Discovery) ne possède qu'une seule rangée de sièges.

Mondial :
- Super Star, modèle inspiré du Super Loop On Top. Ce modèle possède deux particularité : contrairement aux nacelles habituelles, celle d'un Super Star est constituée de plusieurs rangées de sièges tournée de chaque côté de la nacelle vers le centre de celle-ci (au lieu d'être face au public). L'autre particularité réside dans le fait de ne pas pouvoir bloquer la nacelle. Cette dernière ne pouvant donc pas effectuer d’inversion, le modèle devient plutôt familial.
- Roll Over, variante plus sensationnelle du Super Star, avec possibilité de bloquer la nacelle et d’enchaîner les inversions comme sur un Top Spin.
- Splashover, copie du Top Spin mais avec deux nacelles d'une seule rangée constituées de 20 places.

Fabbri :
- Tsunami, copie très compacte du Top Spin allemand (ne dépasse pas les 5 mètres de hauteur), comprend une nacelle de deux rangées constituée de 25 places en tout.

Vekoma :
- Waikiki Wave, modèle inspiré du Super Loop On Top.
- Waikiki Wave Superflip, Waikiki Wave ayant la capacité d’opérer une inversion.

Zamperla :
- Windshear, copie plus massive du Super Loop On Top (variante d'environ 20 mètres contre 15) de hauteur. Comprend une nacelle de deux rangées constituée de 34 places en tout.

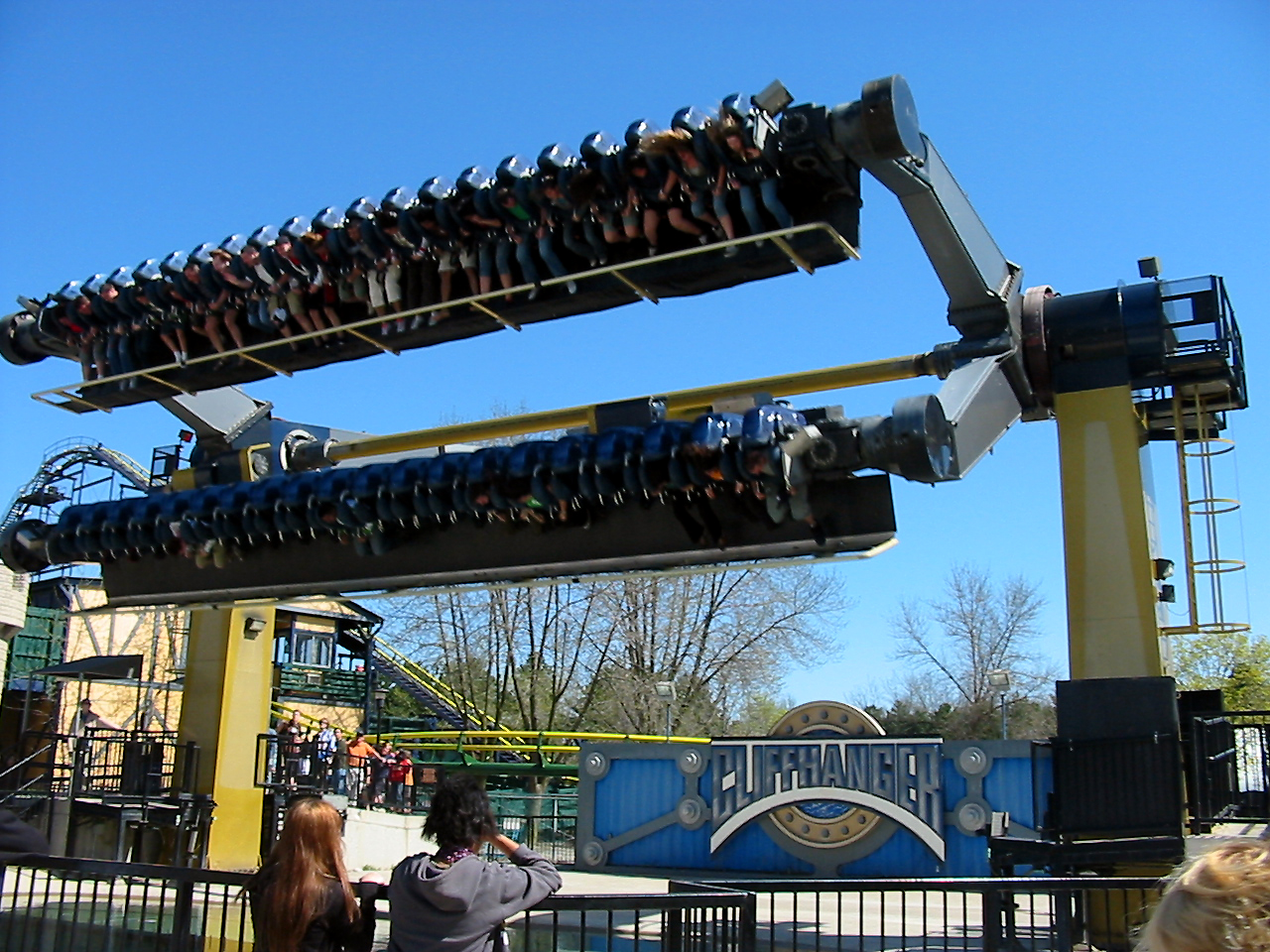
Splash Over de Mondial Rides
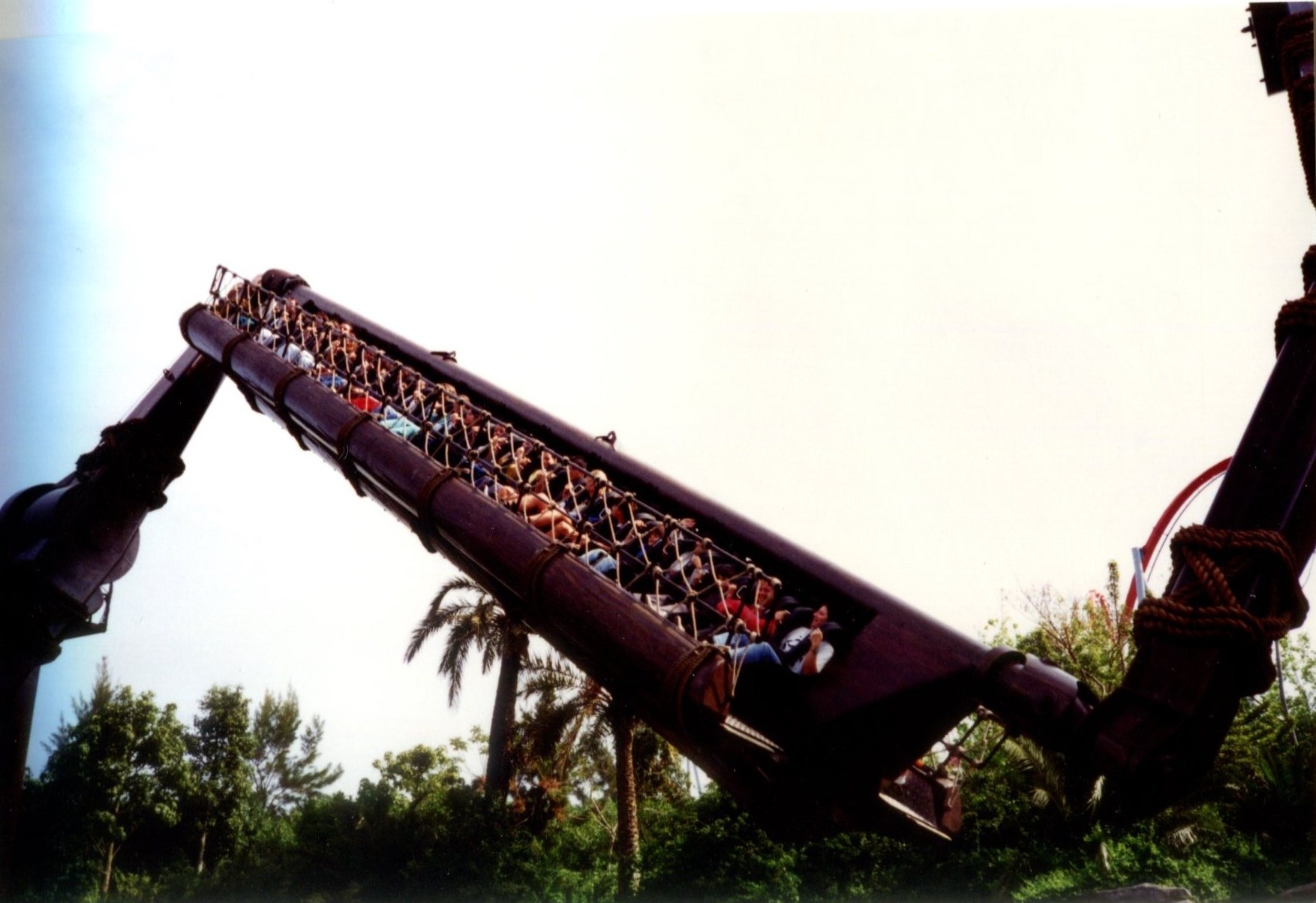
Waikiki Wave de Vekoma
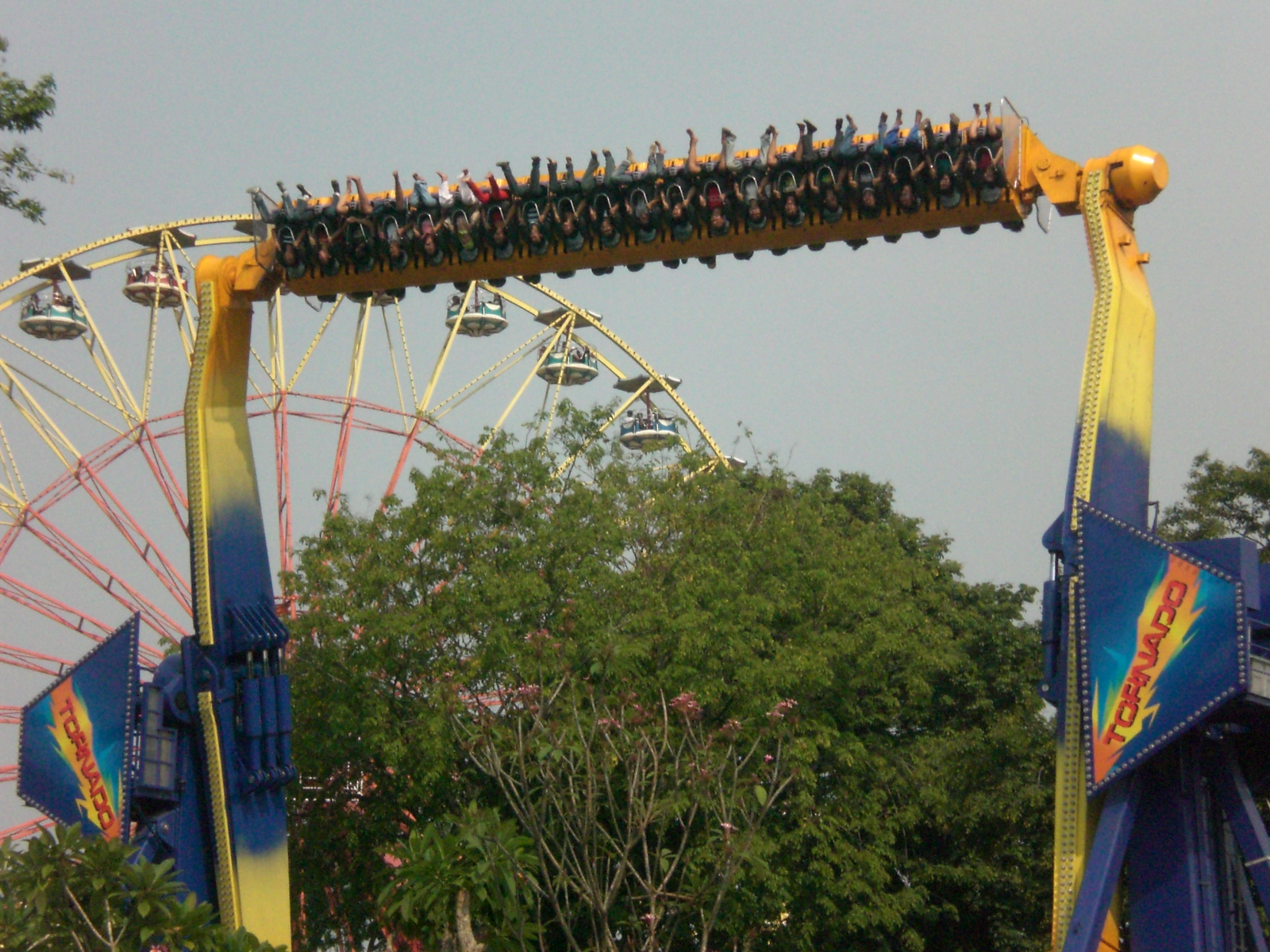
Windshear de Zamperla

## Attractions de ce type
| Nom                     | Parc                               | Pays         | Année |
| ----------------------- | ---------------------------------- | ------------ | ----- |
| Top Spin Big Splash     | Fantasilandia                      | Chili        | 2004  |
| Buzzsaw                 | Walibi Belgium                     | Belgique     | 2001  |
| Der Twister             | Six Flags Fiesta Texas             | États-Unis   | 1998  |
| Double Rock Spin        | Everland Resort                    | Corée du Sud | 2003  |
| Estrugensen             | Xetulul                            | Guatemala    | 2002  |
| Excalibur               | Walibi Holland                     | Pays-Bas     | 2000  |
| Firefall                | California's Great America         | États-Unis   | 2008  |
| GiraVolta               | Miragica                           | Italie       | 2015  |
| Hang Time               | Dorney Park                        | États-Unis   | 1998  |
| Hell’s Gate             | Playland (Vancouver)               | Canada       | 2000  |
| Kieputin                | Linnanmäki                         | Finlande     | 1994  |
| King Chaos              | Six Flags Great America            | États-Unis   | 2004  |
| King Kahuna             | Kennywood                          | États-Unis   | 2003  |
| King Kong's Spin        | Beijing Shijingshan Amusement Park | Chine        |       |
| Lex Luthor Invertatron  | Parque Warner Madrid               | Espagne      | 2002  |
| Monster Wind            | Seoul Land                         | Corée du Sud |       |
| Montezuma's Revenge     | Avonturenpark Hellendoorn          | Pays-Bas     | 1998  |
| NYC Transformer         | Movie Park Germany                 | Allemagne    | 1999  |
| Perfect Storm           | Happy Valley (Shenzhen)            | Chine        | 2002  |
| Perfect Storm           | Happy Valley (Wuhan)               | Chine        | 2012  |
| Ramses revenge          | Chessington World of Adventures    | Royaume-Uni  | 1995  |
| Riptide                 | Knott's Berry Farm                 | États-Unis   | 2004  |
| Riptide                 | Valleyfair                         | États-Unis   | 2005  |
| Ripsaw                  | Alton Towers                       | Royaume-Uni  | 1997  |
| Shake, Rattle, and Roll | Elitch Gardens                     | États-Unis   | 1995  |
| Talocan                 | Phantasialand                      | Allemagne    | 2007  |
| Terminator              | Tir Prince Fun Park                | Royaume-Uni  | 2000  |
| Terror Rack             | Pleasure Island Family Theme Park  | Royaume-Uni  | 1998  |
| Texas Twister           | Geauga Lake                        | États-Unis   | 1993  |
| The Tomb Raider Machine | Movieland Studios                  | Italie       | 2007  |
| Thunderhawk             | Worlds of Fun                      | États-Unis   | 2002  |
| Tomb Raider : Firefall  | Kings Dominion                     | États-Unis   | 2005  |
| Tomb Raider: The Ride   | Kings Island                       | États-Unis   | 2002  |
| Top Spin                | Astroland                          | États-Unis   | 2004  |
| Top Spin                | Gardaland                          | Italie       | 1993  |
| Top Spin                | Heide Park                         | Allemagne    | 1992  |
| Top Spin                | Liseberg                           | Suède        | 1993  |
| Top Spin                | Myrtle Beach Pavilion              | États-Unis   | 2006  |
| Top Spin                | Parque de Atracciones de Madrid    | Espagne      | 1993  |
| Top Spin                | Serengeti-Park                     | Allemagne    | 1995  |
| Top Spin                | La Feria Chapultepec Mágico        | Mexique      |       |
| Top Spin                | Strates Shows                      | États-Unis   |       |
| Top Spin                | Vidámpark                          | Hongrie      | 2004  |
| Top Spin Fresh          | Fête foraine                       | France       | 1991  |
| טופ ספין (Top Spin)     | Luna Park Tel Aviv                 | Israël       |       |
| Top Spin Révolution     | Europark                           | France       |       |
| Tornado                 | Parque Diversiones                 | Costa Rica   | 2010  |
| Le démon                | La Ronde                           | Canada       | 2014  |
| Trojan Horse            | Happy Valley (Pékin)               | Chine        | 2006  |
| Twister                 | Six Flags Darien Lake              | États-Unis   | 2000  |
| Twister                 | Six Flags Great Adventure          | États-Unis   | 1999  |
| Twister                 | Six Flags New England              | États-Unis   | 1999  |
| Voo Doo                 | Six Flags Discovery Kingdom        | États-Unis   | 1998  |
| Waterspin               | Duinrell                           | Pays-Bas     | 1996  |